# 天保镇 (麻栗坡县)
天保镇，原称南温河乡，是中华人民共和国云南省文山壮族苗族自治州麻栗坡县下辖的一个乡镇级行政单位。

## 行政区划
天保镇下辖以下地区：
天保村、南温河村、八宋村、城子上村、分水岭村和小寨村。